# Neumann (компанія)
Neumann або Neumann.Berlin, раніше Georg Neumann GmbH — німецька компанія-виробник професійних мікрофонів для звукозапису. Заснована 1928 року Георгом Нойманом та Еріхом Рікманном у Берліні, Німеччина. Найвідомішою продукцією компанії є конденсаторні мікрофони для звукозапису, телерадіомовлення та концертів. Протягом кількох десятиліть Neumann також був провідним виробником токарних верстатів для фонографічних дисків, також випускаючи мікшерні пульти. У XXI столітті Neumann також виготовляє попередні підсилювачі, студійні монітори, навушники та аудіоінтерфейси.

## Історія

### Ранні роки
Першим продуктом компанії був мікрофон CMV3: досить великий мікрофон зі змінними капсульними головками, 40 см заввишки, 9 см у діаметрі. Через свою форму та розмір його часто називали «пляшкою Неймана». CMV3 часто можна побачити на історичних фотографіях громадських подій у Німеччині періоду Другої світової війни.
Завод Ноймана в Берліні був пошкоджений бомбардуванням союзниками в листопаді 1943 року. Георг Нойман переніс компанію до значно меншого міста Гефель у Тюрингії та відновив виробництво на початку наступного року. Наприкінці війни Тюрингія опинилася під контролем Радянського Союзу, і згодом компанія стала східнонімецьким державним підприємством. Після возз'єднання Німеччини компанія в Гефелі, яка продовжувала використовувати назву Neumann, стала називатися Microtech Gefell.

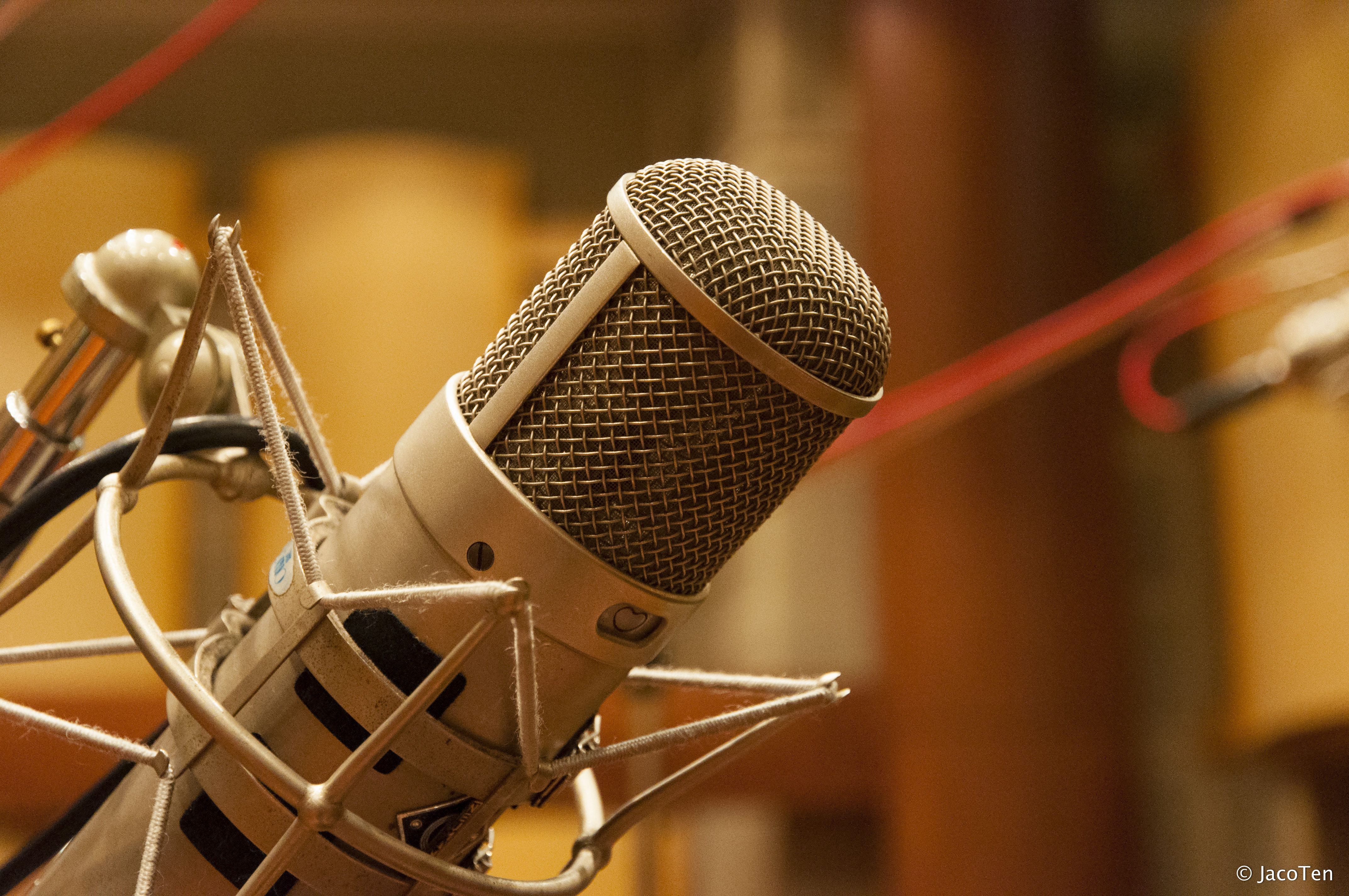
Мікрофон Neumann U 47

Тим часом Георг Нойман відновив свою компанію під назвою «Georg Neumann GmbH» в одному з союзних секторів Берліна і в 1949 році почав виробництво нової моделі мікрофона Neumann U47, заснованого на капсулі M7 попереднього зразка серії CMV3. Він став одним із перших конденсаторних мікрофонів, який отримав широке визнання в індустрії звукозапису в усьому світі.
У Сполучених Штатах найвідоміші співаки 1940-х років, такі як Бінг Кросбі та Елвіс Преслі, використовували плавне звучання мікрофонів RCA. З іншого боку, записи попмузики 1950-х років (Френк Сінатра, а пізніше — The Beatles) були різкішими та чіткішими через використання конденсаторних мікрофонів із підвищеним відгуком у верхньому та середньому діапазоні, таких як U47. Модель U47, яка поширювалася світом під торговою маркою Telefunken, також використовувався для деяких ранніх класичних оркестрових стереозаписів.

### Повоєнний період
Серед інших важливих мікрофонів, представлених Нойманом у післявоєнний період, були M49 і M50, обидва на основі конструкцій, досліджених і розроблених в німецькій організації NWDR, що відповідала за організацію суспільного мовлення. M49 використовував капсуль M7 у конфігурації, де можна було керувати діаграмою спрямованості; це був перший мікрофон із такою функцією. M50 мав невеликий перетворювач тиску з дифузним полем, вбудований у поверхню 40-міліметрової твердої пластикової сфери, що надавало йому посилення спрямованості середніх та верхніх частот. Компанія також виробляла обладнання для електроакустичних вимірювань, включаючи калібровані вимірювальні мікрофони та самописці.
З 1953 по 1956 рік у Neumann випустили серію невеликих конденсаторних мікрофонів (KM53, 54 і 56) спеціально для використання в телевізійних студіях. 1957 року компанія представила мікрофон SM2, який по суті являв собою пару мікрофонів KM56 в одному корпусі, розташованих так, що їх діаграмою спрямованості можна було керувати дистанційно. SM2 став першим у світі стереомікрофоном.

### Кінець 1950-х років
Наприкінці 1950-х років вакуумна лампа Telefunken VF14, на якій базувалися схеми U47 і U48, була знята з виробництва, тож Нойману довелося розробляти для неї заміну. В компанії вирішили поєднати всі три діаграми спрямованості цих двох моделей в одному мікрофоні. Тим часом почалася ера рок-н-ролу, і деякі інженери записували гучний вокал зі співаками, які співали прямо в мікрофони на дуже близькій відстані; Коли U47 або U48 використовувалися таким чином, результат, на думку багатьох інженерів того часу, звучав неприйнятно різко. Результатом став U67, мікрофон з меншим акцентом у верхній частині середнього діапазону, надаючи йому меншого кольору «прямого» тону. U67 використовує новий капсуль K67. На відміну від K47, K67 використовує задню пластину, що складається з двох частин, яка дозволяє налаштовувати діафрагми окремо, а потім узгоджувати для досягнення однакової реакції спереду та ззаду.

### 1960-ті роки
1964 року Нойман розробив невеликий кардіоїдний капсуль зі значно покращеною позаосьовою лінійністю. Він використовувався в мікрофонах KM64 і U64.
1965 року Нойман почав випускати твердотільні мікрофони. Першою моделлю був малий кардіоїдний мікрофон KTM, пізніше вийшла серія «fet 70» — транзисторні версії малих всенаправлених, кардіоїдних і мовних кардіоїдних мікрофонів, а також транзисторна версія U67 — U77. Ця серія використовувала 12-вольтову систему живлення A-B (паралельне живлення, T-power або «Tonaderspeisung»), як у магнітофонах Nagra, і тому була несумісна з існуючими студійними блоками живлення. Однак стандартні двожильні екрановані кабелі, які зазвичай використовувалися для динамічних мікрофонів, тепер також можна використовувати для підключення конденсаторних мікрофонів, уникаючи необхідності використання спеціальних багатожильних кабелів.

У 1966 році Нойман адаптував метод «фантомного живлення», який роками використовувався в деяких телефонних системах, що дозволило підключати лампові мікрофони, твердотільні мікрофони та динамічні мікрофони до одного джерела живлення. Згодом серія «fet 80» розширилася до понад десятка моделей, деякі з яких вироблялися навіть за 50 років — U87, U89, KMR81, KMR82 і USM69. Найвідомішими моделями з цієї серії були кардіоїд KM84 з малою діафрагмою та U87 з трьома моделями та великою діафрагмою, наступник U67.

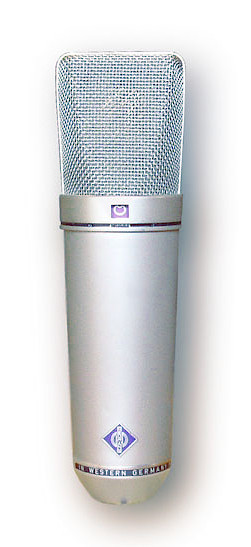
Мікрофон U 87
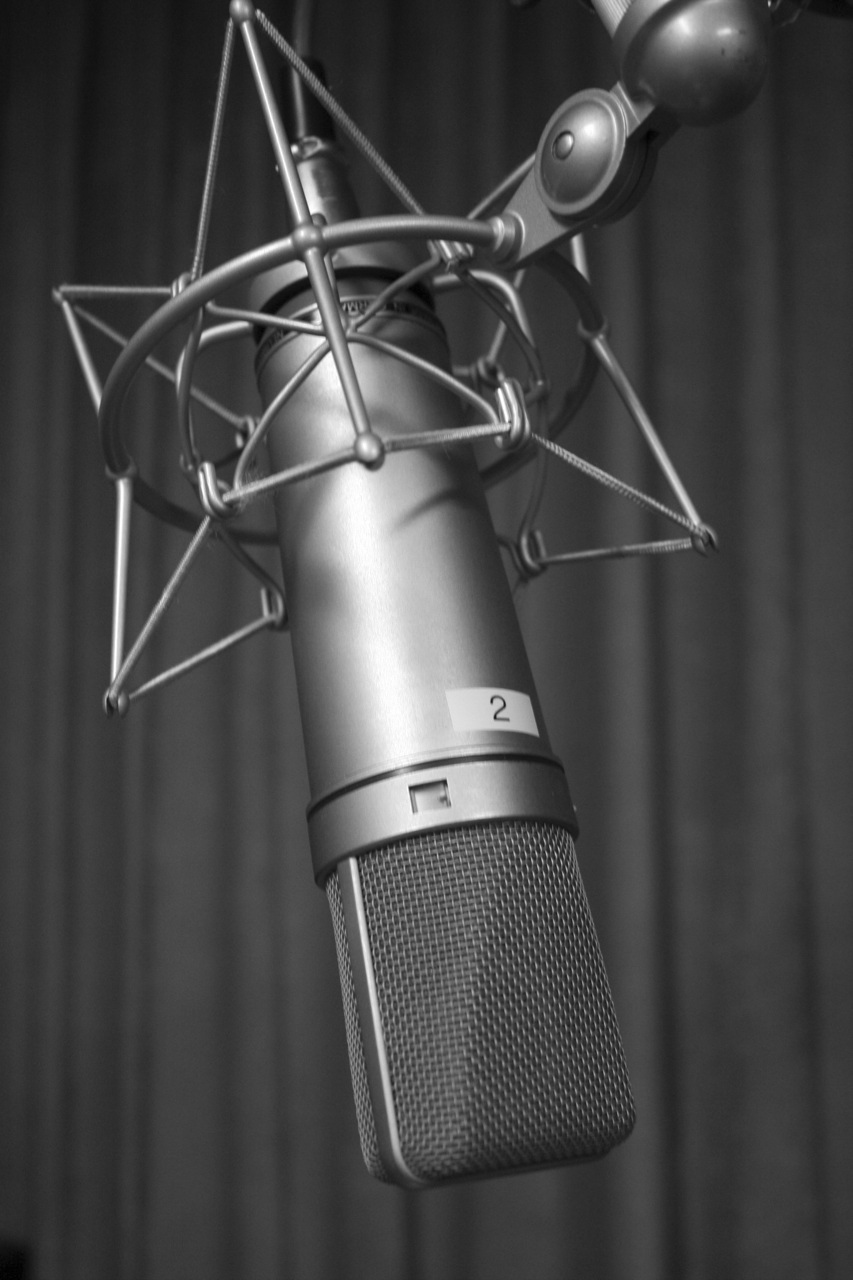
Мікрофон U 87
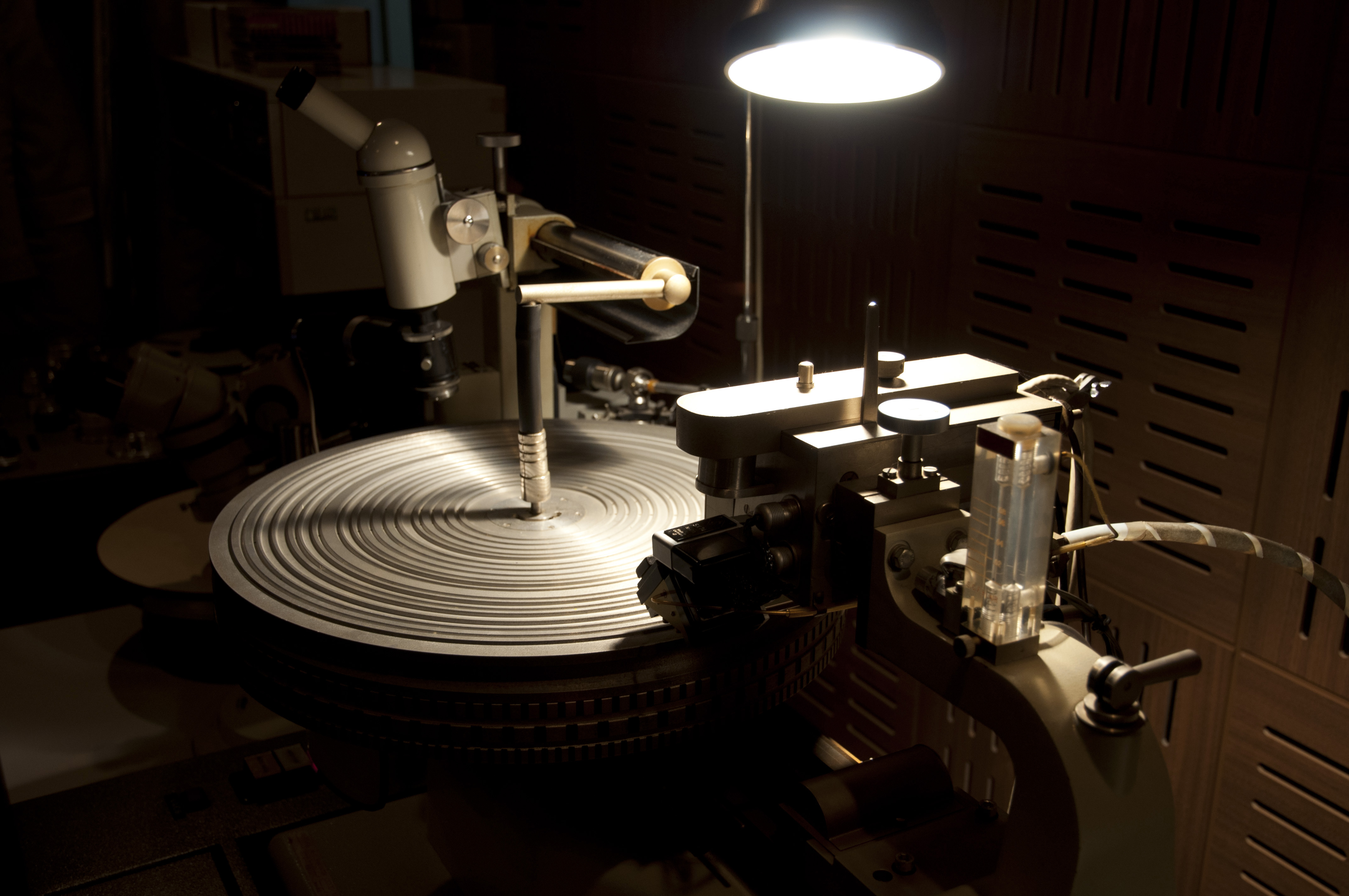
Дисково-відрізний верстат Neumann VMS70
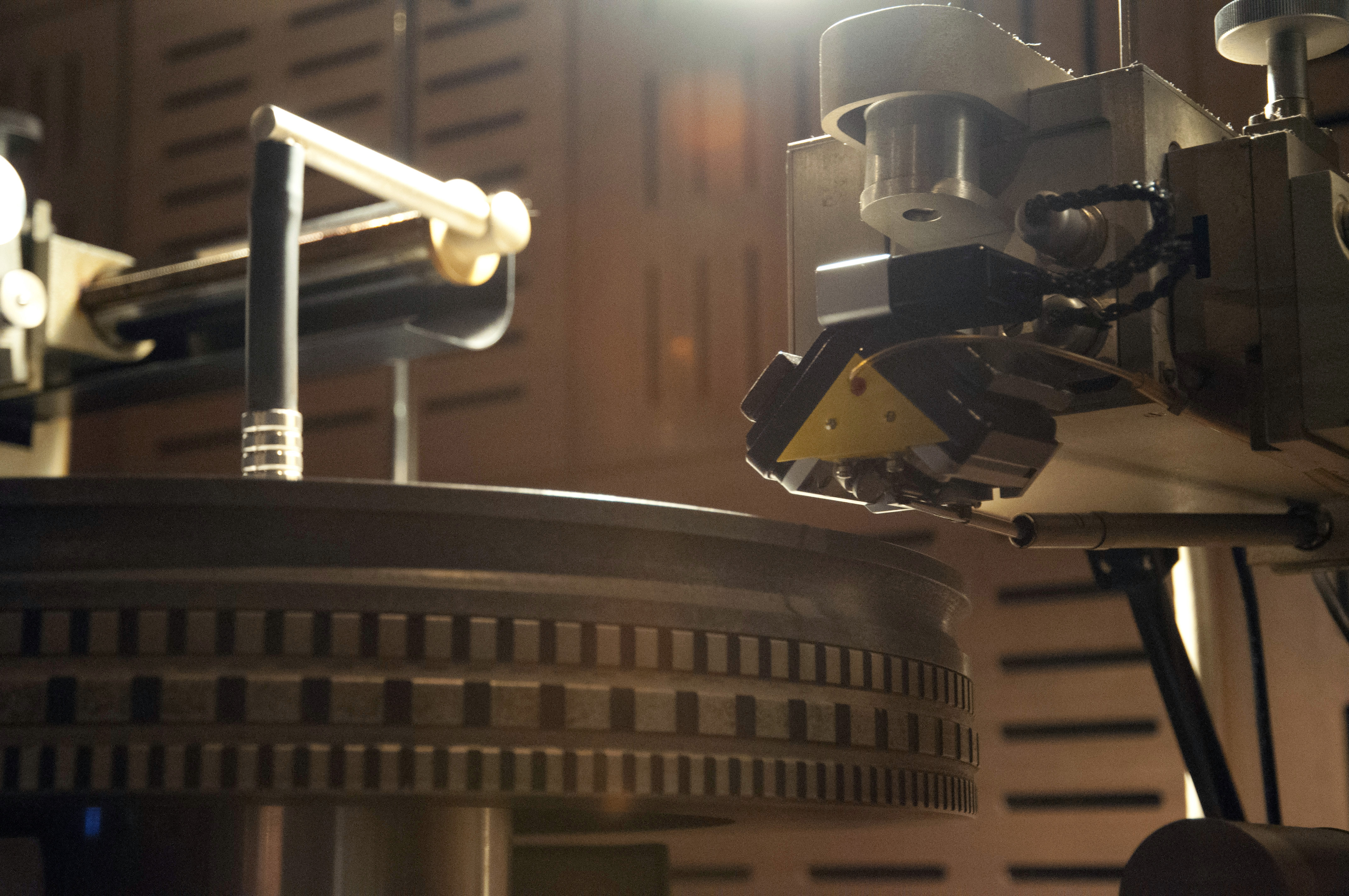
Дисковий токарний верстат Neumann VMS70 з ріжучою головкою SX74
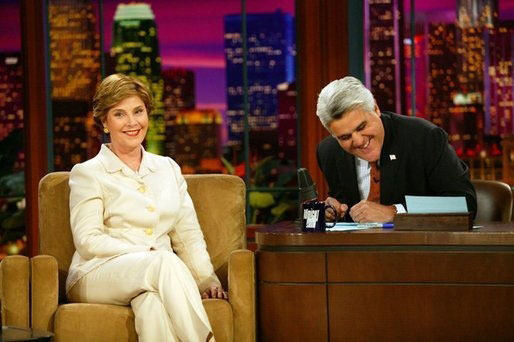
Лора Буш з Джеєм Лено та мікрофоном Neumann TLM103 у 2004 році
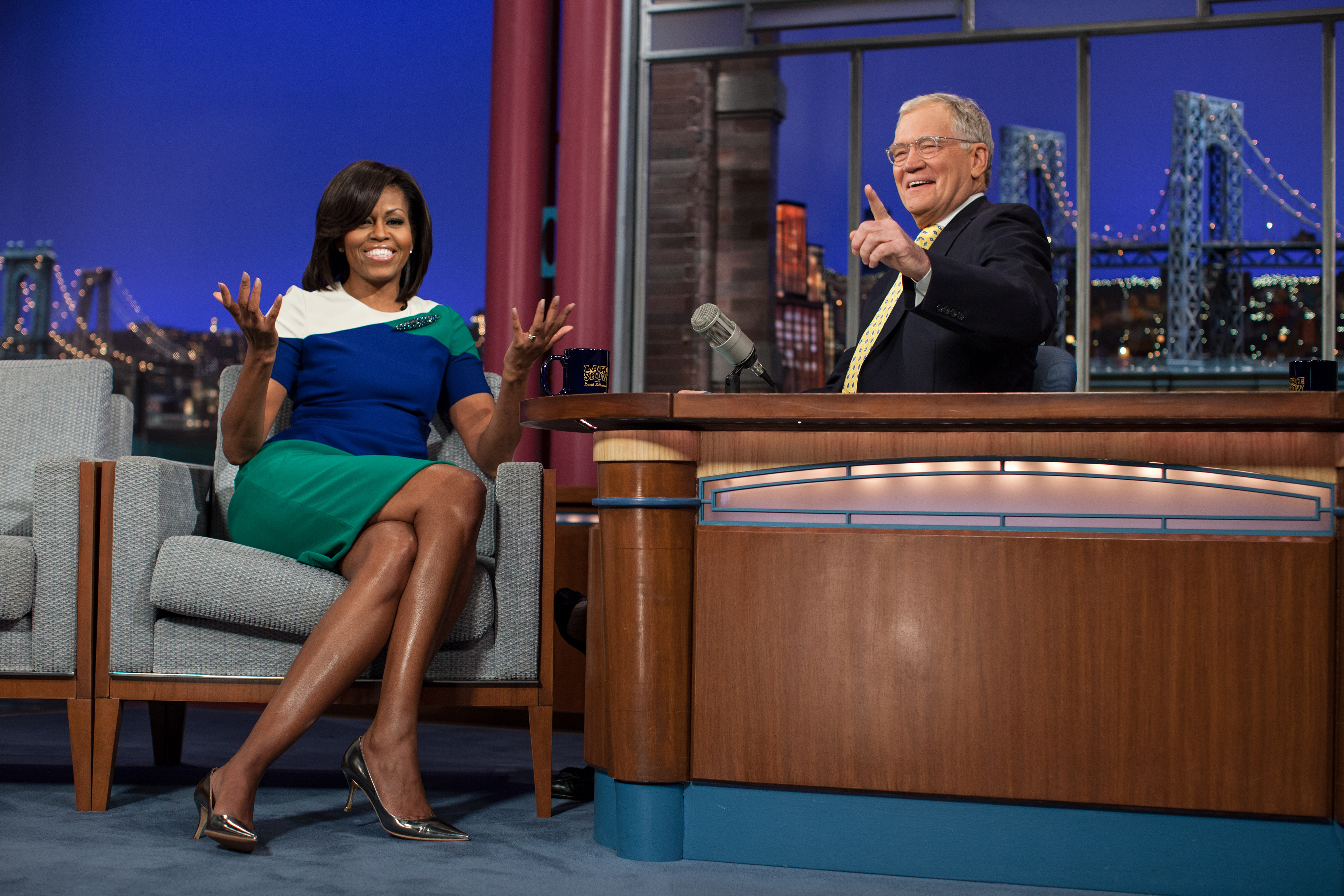
Мішель Обама з Девідом Леттерманом і мікрофоном Neumann M147 у 2012 році

### Після 1980-х років
1983 році Neumann почав випускати мікрофони зі збалансованими виходами, але без вихідного трансформатора, починаючи з моделі TLM170. Згодом ця серія «fet 100» або «безтрансформаторна» була розширена, щоб включити модульну серію невеликих мікрофонів KM100 (з сімома різними «активними капсулями» для різних діаграм спрямованості), кардіоїдний TLM193 (з використанням капсуля U89 і TLM170), серії KM180 з малою діафрагмою, кардіоїдний мікрофон з великою діафрагмою TLM103, TLM127 зі змінною діафрагмою та кардіоїдний вокальний мікрофон TLM49.
Починаючи з 1995 року компанія представила серію лампових мікрофонів із безтрансформаторною вихідною схемою: трубку з кількома шаблонами M149, кардіоїдну трубку M147 та всенаправлену трубку M150 (на основі класичної конструкції M50 з датчиком тиску, встановленим на поверхні сфери всередині головки капсуля).
У 2003 році компанія Neumann представила свій перший мікрофон із вбудованим аналого-цифровим перетворювачем, Solution-D D-01. У 2006 році після D-01 з'явилася модульна серія цифрових мікрофонів KM D з малою діафрагмою, заснована на серії KM100/180.
У 2005 році компанія Neumann почала виробництво свого першого динамічного мікрофона BCM705 для телерадіомовлення.
Компанія Neumann була придбана компанією Sennheiser Electronic GmbH у 1991 році. Виробництво мікрофонів Neumann було перенесено на нещодавно побудовану фабрику чистих приміщень у Ведемарк поблизу Ганновера. Офіційна штаб-квартира компанії знаходиться в Берліні.
У 2010 році Neumann представили лінійку студійних моніторів KH, засновану на продуктах Klein + Hummel, компанії зі Штутгарта, заснованої Горстом Кляйном і Вальтером Гуммелем у 1945 році та придбаної Sennheiser у 2005 році.
У 2019 році були представлені перші навушники компанії NDH 20. У 2020 році генеральним директором компанії став Ральф Оель.